# Истлан-дель-Рио (муниципалитет)
Истлан-дель-Рио (исп. Ixtlán del Río) — муниципалитет в Мексике, штат Наярит, с административным центром в одноимённом городе. Численность населения, по данным переписи 2010 года, составила 27 273 человека.

## Общие сведения
Название Ixtlán с языка науатль можно перевести, как: обсидиановая жила. del Río, с испанского на реке, было добавлено позже, чтобы внести различия с другими поселения Истлан.
Площадь муниципалитета равна 581,4 км², что составляет 2,1 % от территории штата. Он граничит с другими муниципалитетами Наярита: на севере с Халой и Ла-Еской, на юге с Аматлан-де-Каньясом, и на западе с Ауакатланом. Также на востоке Истлан-дель-Рио граничит с другим штатом Мексики — Халиско.

## Учреждение и состав
Муниципалитет был образован в 1918 году, в его состав входит 56 населённых пунктов, самые крупные из которых:
| Населённый пункт                         | Численность населения (2005 год) | Численность населения (2010 год) |
| Всего                                    | 25 713                           | 27 273                           |
| Истлан-дель-Рио (Административный центр) | 21 915                           | 23 303                           |
| Мешпан                                   | 1247                             | 1282                             |
| Какалутан                                | 355                              | 394                              |
| Лос-Мескитес                             | 335                              | 365                              |
| Сан-Хосе-Грасия                          | 342                              | 359                              |
| Эль-Терреро                              | 318                              | 304                              |
| Ранчос-Арриба                            | 309                              | 294                              |
| Ла-Игерита                               | 226                              | 230                              |
| Эль-Агуакате                             | 126                              | 135                              |
| Сан-Клементе                             | 123                              | 132                              |

## Экономическая деятельность
Работоспособное население занято по секторам экономики в следующих пропорциях: сельское хозяйство и скотоводство — 21%, обрабатывающая и производственная промышленность — 24%, сфера услуг и туризма — 51%. Основные виды:

#### Сельское хозяйство
Основные выращиваемые культуры: кукуруза, картофель, горох, сорго, фасоль и перец.

#### Скотоводство
По данным 2005 года, поголовье крупного рогатого скота составило более 21,5 тысячи, около 12 тысяч свиней и 1,5 тысячи лошадей. Также разводятся козы и овцы. Существуют пасеки, с около 900 ульями.

#### Лесное хозяйство
Производится лесозаготовки таких пород, как сосна, дуб, ель, испанский кедр и гуасама.

#### Производство
Существуют предприятия по переработке сахарного тростника, изготовлению кукурузной муки, кожевенных изделий, мебели и керамики.

#### Коммерция
Существует достаточное количество предприятий, занимающихся реализацией продуктов питания, предметов первой необходимости, одежды, обуви, мебели, запасных частей и прочего, а также аптеки.

#### Туризм
Около 20 тысяч туристов ежегодно бывают в муниципалитете. Для их обслуживания здесь имеется 9 отелей, около 300 предприятий питания и около 50 профессиональных сервисов.

## Инфраструктура
Через муниципалитет проходит Панамериканское шоссе, а также участок железной дороги Пасифико(es).
По статистическим данным 2005 года, инфраструктура развита следующим образом:
- протяжённость дорог: 82,6 км;
- электрификация: 96,1 %;
- водоснабжение: 94%;
- водоотведение: 90,4 %.

## Культурные и туристические достопримечательности

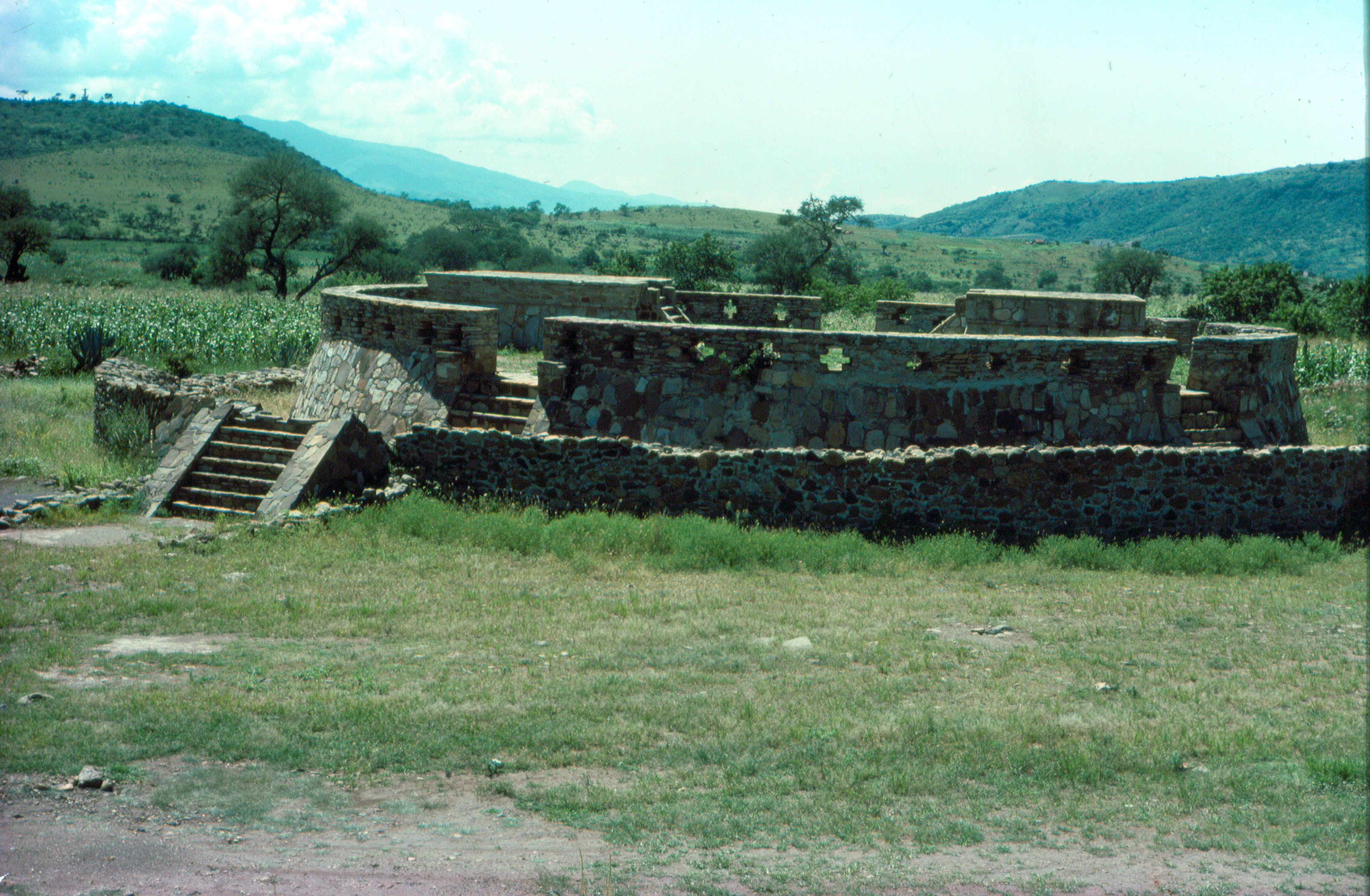
Тольтекский храм в Иштлане

#### Археологические
Одной из главных достопримечательностей является храм Кетцалькоатль в древнем Иштлане, в котором сохранились золотые украшения и гончарные изделия культуры тольтеков X—XV веков.

#### Архитектурные
В центре можно посетить церковь Апостола Сантьяго, построенную в 1851 году. В поселении Соатлан существует церковь Вознесения Господне — одна из старейших в штате, построенная в XVI веке.

#### Музеи
Музей Антропологии, расположенный в здании администрации муниципалитета, представляет на обозрение различные фигуры, оружие и инструменты из обсидиана, относящиеся к 300—900 годам н. э.